# Stella Hohenfels
Stella Hohenfels, född i Florens den 16 april 1857, död den 21 februari 1920 i Wien, var en österrikisk skådespelerska.
Hon debuterade 1873 i Berlin som Luise i Friedrich Schillers Kabale und Liebe, och uppträdde samma år som Desdemona i William Shakespeares Othello på Burgteatern i Wien. Hennes fack var naiva älskarinne- och unga hjältinneroller. 1889 gifte hon sig med Burgteaterns artistiske sekreterare, friherre Alfred von Berger.